# Wells Fargo Center (Los Angeles)
Wells Fargo Center – kompleks wieżowców biurowych w dzielnicy Bunker Hill w centrum Los Angeles (Kalifornia). Zespół składa się z dwóch budowli, Wells Fargo Tower i KPMG Tower, połączonych ze sobą szklanym atrium.
Wells Fargo Tower (220,4 m) jest wyższym z wieżowców, liczy 52 piętra. Budowla została ukończona w 1982 r.
KPMG Tower (170,7 m), został ukończony w 1983 r. i liczy 45 pięter.